# Paolo Vanoli
Paolo Vanoli (Varese, 12 de agosto de 1972) é um ex-futebolista e treinador de futebol italiano que atuava como lateral-esquerdo. Atualmente comanda o Torino.

## Carreira
Após jogar pela base do Oratorio Solbiate e do Varese (onde chegou a integrar o time principal entre 1990 e 1991, mas não jogou nenhuma partida oficial) e defender Bellinzago e Corsico pelas divisões inferiores, Vanoli só faria seu primeiro jogo como atleta profissional na temporada 1993–94, quando atuava no Venezia. Teve ainda uma passagem de 3 anos pelo Hellas Verona (89 partidas oficiais e 3 gols) antes de assinar com o Parma em 1998. Pelos Crociati, o lateral foi campeão da Copa da UEFA, da Copa da Itália e da Supercopa da Itália.
Em 2000, foi contratado pela Fiorentina em sistema de co-propriedade, onde sagrou-se bicampeão da Copa da Itália em 2000–01. Com a falência da Viola por problemas financeiros, Vanoli assinou com o Bologna em outubro de 2002, tendo atuado em 22 partidas (21 pela Série A e 1 pela Copa da Itália) e marcando 2 gols.
No final da carreira, defendeu ainda Rangers, Vicenza, Akratitos e Castelnuovo Sandrà, onde encerrou a carreira em 2007.

## Carreira internacional
Pela Seleção Italiana, Vanoli atuou em 2 jogos e marcou um gol, na derrota por 3 a 1 para a Bélgica, em novembro de 1999..

## Carreira de treinador
Seu primeiro clube como treinador foi o Domegliara, que disputava a Série D italiana, entre 2007 e 2009.
Permaneceu vinculado à Seleção Italiana durante 7 anos, tendo trabalhado nas seleções de base (como auxiliar-técnico e treinador) e principal (foi assistente de Giampiero Ventura entre 2016 e 2017), voltando a fazer parte de uma equipe profissional na temporada 2017–18, onde atuou como auxiliar de Antonio Conte no Chelsea e repetindo a parceria na Internazionale entre 2019 e 2021.
Após 14 anos de sua primeira experiência na função, Vanoli faria sua estreia como técnico de futebol profissional em dezembro de 2021, sendo anunciado como novo comandante do Spartak Moscou, sucedendo o português Rui Vitória. A passagem do ex-lateral pelos Krasno-Belye foi marcada pelo título da Copa da Rússia de 2021–22, porém ele deixaria o Spartak 11 dias após a conquista.
Em novembro de 2022, foi anunciado como novo técnico do Venezia, substituindo o croata Ivan Javorčić (durante o período, Andrea Soncin trabalhou como interino).

## Vida pessoal
Seu irmão mais velho, Rodolfo Vanoli, também foi jogador de futebol e segue a carreira de treinador desde 2001, tendo trabalhado principalmente em equipes da Eslovênia.

## Títulos

### Como jogador
Varese
- Campeonato Italiano - Série C: 1989–90

Parma
- Copa da UEFA: 1998–99
- Copa da Itália: 1998–99
- Supercopa da Itália: 1999

Fiorentina
- Copa da Itália: 2000–01

### Como treinador
Spartak Moscou
- Copa da Rússia: 2021–22[8]